# Combiné nordique aux Jeux olympiques de 1932
Pour des articles plus généraux, voir Combiné nordique aux Jeux olympiques et Jeux olympiques d'hiver de 1932.
Navigation
Saint-Moritz 1928 Garmisch-Partenkirchen 1936
L'épreuve de combiné nordique aux Jeux olympiques d'hiver de 1932 s'est tenu les 10 et 11 février 1932 au centre de saut à ski MacKenzie Intervale.
Les épreuves de combiné nordique consistèrent en une course de ski de fond de 18 km (en style classique) puis d'un concours de saut à ski. Contrairement aux épreuves actuelles, le ski de fond fut couru avant le saut.

## Organisation

### Calendrier
Les départs de la course de ski de fond ont lieu tous les minutes. Le départ de la course a lieu à 9h30 (heure locale). Certains concurrents ne participent qu'à la course de ski de fond, certains qu'au combiné et certains aux deux courses. Tout confondu, soixante-deux concurrents sont au départ de la course.
| Date            | Épreuve     | Horaire | Horaire |
| --------------- | ----------- | ------- | ------- |
| 10 février 1932 | Ski de fond | 9 h 30  |         |
| 11 février 1932 | Saut à ski  | 14 h 15 |         |

## Participants

### Règlement
Les athlètes doivent être amateur et posséder la nationalité du pays qu'ils représentent.
Les nations ont jusqu'à 6 semaines, soit le 24 décembre 1931, avant le début de la première épreuve pour envoyer au comité organisateur la liste des sports et des épreuves auxquelles elles participent. Les noms des concurrents doivent parvenir au comité organisateur trois semaines, soit le 21 janvier, avant le début de la première épreuve.
Chaque nation peut engager huit athlètes mais seulement quatre peuvent prendre le départ de la compétition.

### Délégations participantes
33 athlètes de dix nationalités différentes ont participé à cette épreuve.
| - Autriche (3) - Canada (4) - Tchécoslovaquie (4) - Italie (3) - Japon (3) |  | - Norvège (4) - Pologne (3) - Suède (2) - Suisse (3) - USA (4) |

## Déroulement de la compétition

### Récit de l'épreuve
La course olympique du 18 km fait office d'épreuve de ski du combiné. Cela signifie que certains participants à cette course ne participent pas ensuite au concours de saut et qu'une médaille d'or est décernée à son vainqueur à l'issue des 18 km.
Les Norvégiens dominent cette course mais moins que lors des deux olympiades précédentes. Le Suédois, Sven Eriksson, qui est un spécialiste du saut à ski réalise un belle course en ski de fond malgré un faible entraînement dans cette discipline. Fatigué, il perd du temps dans la fin de parcours.
Lors du concours de saut, le Suédois Sven Eriksson remonte du douzième au cinquième rang grâce à des sauts à 57,5 mètres et 61,5 mètres. Il termine juste derrière les quatre athlètes norvégiens.

### Bilan
Johan Grøttumsbråten parvient à conserver son titre et il porte son nombre de médailles olympiques à 6.
Le Comité olympique suisse est satisfait de la performance de ces athlètes dans les concours de sauts du combiné ainsi qu'en saut spécial. Il juge le style des athlètes suisses « gracieux et élégants ».

### Résultats détaillés
Le tableau ci-dessous montre les résultats de la compétition avec les temps de parcours des participants à l'épreuve de fond, la longueur de leur premier et de leur deuxième saut et les points qu'ils ont remportés dans les deux épreuves. Le classement final est obtenu par la moyenne des deux épreuves. (T) signifie que le concurrent est tombé lors de son saut.
|                                     |                          | Ski de fond     | Ski de fond | Saut à ski | Saut à ski | Saut à ski | Total  |
| Rang                                | Athlètes                 | Temps           | Points      | 1er saut   | 2e saut    | Points     | Total  |
| ----------------------------------- | ------------------------ | --------------- | ----------- | ---------- | ---------- | ---------- | ------ |
| Médaille d'or, Jeux olympiques      | Johan Grøttumsbråten     | 1 h 27 min 15 s | 240,00      | 103,2      | 102,8      | 206,0      | 446,00 |
| Médaille d'argent, Jeux olympiques  | Ole Stenen               | 1 h 28 min 05 s | 235,75      | 98,0       | 102,3      | 200,3      | 436,05 |
| Médaille de bronze, Jeux olympiques | Hans Vinjarengen         | 1 h 32 min 40 s | 213,00      | 105,6      | 116,0      | 221,6      | 434,60 |
| 4.                                  | Sverre Kolterud          | 1 h 34 min 36 s | 204,00      | 106,8      | 107,8      | 214,6      | 418,70 |
| 5.                                  | Sven Eriksson            | 1 h 39 min 32 s | 181,50      | 109,1      | 111,7      | 220,8      | 402,30 |
| 6.                                  | Antonín Bartoň           | 1 h 33 min 39 s | 208,50      | 96,2       | 92,4       | 188,6      | 397,10 |
| 7.                                  | Bronisław Czech          | 1 h 36 min 37 s | 195,00      | 98,2       | 98,8       | 197,0      | 392,00 |
| 8.                                  | František Šimůnek        | 1 h 39 min 58 s | 178,50      | 97,3       | 99,5       | 196,8      | 375,30 |
| 9.                                  | Rolf Monsen              | 1 h 42 min 36 s | 167,40      | 102,1      | 99,8       | 201,9      | 369,30 |
| 10.                                 | Jostein Nordmoe (sv)     | 1 h 42 min 56 s | 165,96      | 100,7      | 100,9      | 201,6      | 367,56 |
| 11.                                 | Ján Cífka (de)           | 1 h 38 min 24 s | 186,00      | 86,8       | 94,4       | 181,2      | 367,40 |
| 12.                                 | Ernesto Zardini (it)     | 1 h 43 min 22 s | 163,50      | 99,2       | 99,5       | 198,7      | 362,20 |
| 13.                                 | Jaroslav Feistauer (de)  | 1 h 37 min 55 s | 189,00      | 86,2       | 86,4       | 172,6      | 361,30 |
| 14.                                 | Edward Blood             | 1 h 41 min 58 s | 170,25      | 99,0       | 92,2       | 191,2      | 361,45 |
| 15.                                 | Takemitsu Tsubokawa (sv) | 1 h 33 min 15 s | 210,00      | 73,2       | 75,7       | 148,9      | 358,90 |
| 16.                                 | Lloyd Ellingson          | 1 h 44 min 14 s | 160,50      | 90,3       | 103,4      | 193,7      | 354,20 |
| 17.                                 | Ingenuino Dallagio       | 1 h 46 min 29 s | 150,00      | 95,7       | 100,3      | 196,0      | 346,00 |
| 18.                                 | Harald Paumgarten        | 1 h 41 min 20 s | 172,50      | 81,4       | 88,3       | 169,7      | 342,20 |
| 19.                                 | Andrzej Marusarz         | 1 h 47 min 17 s | 147,00      | 91,3       | 96,8       | 188,1      | 335,10 |
| 20.                                 | Heigoro Kuriyagawa (sv)  | 1 h 31 min 34 s | 219,00      | 27,0 (T)   | 86,8       | 113,8      | 332,80 |
| 21.                                 | Severino Menardi         | 1 h 43 min 04 s | 165,00      | 79,3       | 88,4       | 167,7      | 332,70 |
| 22.                                 | Cesare Chiogna (de)      | 1 h 58 min 33 s | 102,00      | 106,7      | 102,9      | 219,6      | 321,60 |
| 23.                                 | Fritz Kaufmann           | 1 h 59 min 20 s | 97,50       | 110,4      | 112,8      | 223,2      | 320,70 |
| 24.                                 | Howard Bagguley (sv)     | 1 h 50 min 35 s | 133,50      | 95,7       | 89,5       | 185,2      | 318,70 |
| 25.                                 | John Ericksen            | 1 h 54 min 58 s | 115,50      | 98,2       | 102,6      | 200,8      | 316,30 |
| 26.                                 | Fritz Steuri (de)        | 1 h 54 min 57 s | 115,50      | 100,2      | 100,2      | 200,4      | 315,90 |
| 27.                                 | Stanisław Marusarz       | 1 h 39 min 56 s | 179,25      | 96,8       | 32,0 (T)   | 128,8      | 308,05 |
| 28.                                 | Holger Schön             | 1 h 59 min 07 s | 99,00       | 101,5      | 100,3      | 201,8      | 300,80 |
| 29.                                 | Harald Bosio             | 1 h 38 min 23s  | 186,00      | 19,0 (T)   | 93,7       | 112,7      | 298,70 |
| 30.                                 | Arthur Gravel            | 2 h 00 min 18 s | 94,50       | 91,1       | 93,0       | 184,1      | 278,60 |
| 31.                                 | Ross Wilson              | 1 h 43 min 55 s | 162,00      | 19,0 (T)   | 71,8       | 90,8       | 252,80 |
| 32.                                 | Katsumi Yamada (fi)      | 1 h 56 min 03 s | 111,00      | 29,0 (T)   | 82,2       | 111,2      | 222,20 |
| 33.                                 | Gregor Höll (de)         | 1 h 55 min 18 s | 114,00      | 34,0 (T)   | 37,0 (T)   | 71,0       | 185,00 |

### Podium
| Épreuve    | Or                         | Or     | Argent           | Argent | Bronze                 | Bronze |
| ---------- | -------------------------- | ------ | ---------------- | ------ | ---------------------- | ------ |
| Individuel | Johan Grøttumsbråten (NOR) | 446,00 | Ole Stenen (NOR) | 436,05 | Hans Vinjarengen (NOR) | 434,60 |

### Tableau des médailles
| Position | Pays    |   |   |   | Total |
| -------- | ------- | - | - | - | ----- |
| 1        | Norvège | 1 | 1 | 1 | 3     |
| Total    | Total   | 1 | 1 | 1 | 3     |